# Fabio de Oliveira Barbosa
Fabio de Oliveira Barbosa (Uberaba, 31 de dezembro de 1960 — Rio de Janeiro, 29 de novembro de 2015) foi um economista e executivo brasileiro. Foi o 7° Secretário do Tesouro Nacional, Diretor Executivo de Finanças e Relações com Investidores da mineradora Vale e Chief Financial Officer da Cia de Petróleo britânica BG Group, adquirida pela Shell, em 2014.
Casou-se com Ligia Pinheiro, colega de classe no curso de mestrado, com quem teve dois filhos: Pedro Pinheiro Barbosa, médico e Virginia Pinheiro Barbosa, empresária, especialista em Relações Internacionais.

## Formação
Fabio  Barbosa graduou-se em economia pela Universidade Federal de Minas Gerais ( UFMG) em 1982.  Em 1985 concluiu o curso de mestrado em Teoria Econômica pela Universidade de Brasília.  Em 1989 cursou  especialização em  Política e Programação Financeira no Fundo Monetário Nacional (FMI), em Washington, D.C.
Realizou diversos cursos de especialização ao longo de sua vida profissional no INSEAD, IMD e MIT.
Trajetória profissional
Durante seu curso de graduação foi funcionário do Banco Mercantil do Brasil e estagiário da empresa de telecomunicações do Estado de Minas Gerais - TELEMIG.
Em 1984, durante o curso de mestrado, trabalhou no Conselho de Desenvolvimento Industrial do Ministério da Indústria e Comércio, e foi monitor do curso de macroeconomia na UnB.
Ao concluir o mestrado, em 1985, ingressou no Instituto Paranaense de Desenvolvimento Econômico e Social - IPARDES, na área de Conjuntura Econômica, onde permaneceu por um ano.
Em maio de 1986 retornou a Brasília, para o Ministério do Trabalho, onde trabalhou  por curto período, ingressando em seguida no Instituto de Pesquisas Econômicas e Aplicadas - IPEA , iniciando uma profícua trajetória de trabalhos na área macroeconômica. No IPEA integrou a equipe que  assessorava o Ministro do Planejamento e que, sob o comando do professor  João do Carmo Oliveira, introduziu no Brasil a metodologia de cálculo do déficit público.
Em 1990, com a junção dos ministérios da Fazenda e do Planejamento, trabalhou na coordenação de Política Fiscal, responsável por assessorar os trabalhos de  renegociação da dívida externa federal junto ao  FMI e demais credores. Esse trabalho o levou a assumir, de outubro de 1992 a janeiro de 1995, a posição de Advisor na Constituince do Brasil e de mais oito países no Banco Mundial, em Washington D.C., acompanhando o fim da negociação da dívida externa brasileira e as  conversações que levaram ao lançamento do Plano Real.
Na Secretaria do Tesouro Nacional
Em janeiro de 1995, ao retornar ao Brasil, Barbosa integrou a equipe do ministro Pedro Malan na função de Secretário Adjunto do Tesouro Nacional, e posteriormente Secretário do Tesouro Nacional, de 1995 a 2002. Nesse período foi responsável pela administração da dívida pública federal, estruturando e capacitando a unidade responsável por sua gestão, além de ter tido papel relevante na aplicação da Lei de Responsabilidade Fiscal a partir do ano 2000.
Criou e estruturou o Tesouro Direto, lançado em março de 2002.
A agenda pós-lançamento do Plano Real recebeu contribuições valiosas de Fabio, que teve um papel fundamental em alguns setores como a reestruturação das dívidas de 25 estados e 180 municípios, que conduziu com extraordinária habilidade do lado do Tesouro; o início do lançamento de papéis do Tesouro no mercado internacional com colaboração do Banco Central; solucionou problemas de solvência e liquidez de mais de 30 bancos estaduais ; criou a EMGEA (Empresa Gestora de Ativos).
No setor privado
Em junho de 2002, aceitou o convite de Roger Agnelli para trabalhar como Diretor Executivo de Finanças (CFO) e de Relação com Investidores na empresa Vale. Foi considerado um executivo brilhante, e nesse período  viu  a empresa evoluir seu valor de mercado de 10 para 100 bilhões de dólares, em um período de oito anos. Também na sua gestão foi definida uma inovadora política de dividendos da empresa  e a Vale conseguiu o grau de investimento pelas agências de rating internacionais.
Durante seu mandato, deu apoio aos jovens pesquisadores do Departamento de Economia da PUC-Rio.
Em 2010, aceitou convite para trabalhar como CFO da BG Group em Reading, na Inglaterra. Durante sua estadia participou ativamente da venda da Comgás para a Cosan. Em janeiro de 2012 voltou ao Brasil como Presidente do Conselho de Administração para América Latina.
Proferiu palestras em inúmeras universidades ao redor do mundo, como a Universidade de Cambridge (Cambridge) e Columbia (Nova York).
Recebeu prêmios e honrarias no exterior e no Brasil : agraciado, por exemplo, com  a medalha Ordem de Rio Branco;  eleito pela prestigiada revista internacional "Institutional Investor" durante seu período na empresa Vale como “Melhor Diretor de Finanças” da América Latina, por duas vezes; recebeu o prêmio “O Equilibrista”, do IBF e Economista do ano da Câmara de Comércio Brasil-Reino Unido.
Em 2012 foi apontado como o terceiro melhor Diretor de Finanças da Europa, também pela revista Institutional Investor.
Integrou vários conselhos de empresas: Presidente do Conselho de Administração do Banespa; o Conselho da Companhia Siderúrgica de Tubarão; Conselho da BMF Bovespa, onde assumiu a Presidência do Comitê de Risco.
Após anos de luta contra um câncer, faleceu no dia 29 de novembro de 2015, aos 54 anos.
Por todos que o conheciam é reconhecido mundialmente como um dos melhores e mais competentes executivos, tanto do setor público quanto privado, por sua capacidade de liderança, bom humor em face de problemas desafiadores e sempre disposto a ajudar os outros. Por amigos e colegas de trabalho é sempre lembrado como alguém que priorizava o bem público, e sempre focado na solução de um problema ao invés do problema em si.
Em 2016, foi criado em sua homenagem, pela Secretaria do Tesouro Nacional, o Prêmio  Fabio Barbosa, a ser concedido anualmente.
Também em sua homenagem, em 2016 foi organizado um livro pelo economista Edmar Bacha com ensaios de inúmeros economistas proeminentes brasileiros sobre a crise recente vivida no Brasil: "A Crise Fiscal e Monetária Brasileira", pela editora Civilização Brasileira.